# Aleksiej Leonow (wojskowy)
Aleksiej Iwanowicz Leonow (ros. Алексе́й Ива́нович Лео́нов; ur. 7 maja?/20 maja 1902 we stanicy Kamienskiej w Obwodzie Wojska Dońskiego, zm. 14 listopada 1972 w Moskwie) – radziecki dowódca wojskowy, marszałek wojsk łączności (1961).

## Życiorys
Od 1918 w Armii Czerwonej, uczestnik wojny domowej w Rosji, 1921 ukończył kursy wojskowo-polityczne, służył w kawalerii, gdzie był dowódcą plutonu, potem pomocnikiem szefa sztabu pułku i członkiem sztabu dywizji kawalerii. 
1926 ukończył szkołę wojskową w Kijowie, od 1928 w WKP(b), od 1932 służył w wojskach łączności, 1938 ukończył Wojskową Akademię Elektrotechniczną Robotniczo-Chłopskiej Armii Czerwonej. Szef łączności 57 Samodzielnego Korpusu Strzeleckiego w Mongolii, brał udział w bitwie nad Chałchin-Goł. Od 1940 szef wydziału łączności w sztabie Zabajkalskiego Okręgu Wojskowego, później szef zarządu łączności Frontu Dalekowschodniego. Od listopada 1942 brał udział w II wojnie światowej, zastępca szefa wojsk łączności Frontu Zachodniego, szef wydziału łączności Frontu Południowo-Zachodniego, 3 Ukraińskiego i 2 Ukraińskiego. 1945 szef zarządu łączności Frontu Zabajkalskiego, uczestniczył w wojnie radziecko-japońskiej. Od 1946 szef łączności Zabajkalsko-Amurskiego Okręgu Wojskowego, od 1947 szef wydziału łączności głównego dowództwa wojsk Dalekiego Wschodu, 1951 ukończył Wyższe Kursy Akademickie w Wojskowej Akademii Sztabu Generalnego i został szefem wojsk łączności Wojskowych Sił Powietrznych ZSRR, od 1953 kierownik centralnych kursów doskonalenia kadry oficerskiej wojsk łączności, od 1957 I zastępca szefa wojsk łączności Ministerstwa Obrony ZSRR, 1958 szef wojsk łączności Wojsk Lądowych, od 1958 szef wojsk łączności Ministerstwa Obrony ZSRR. Od 6 maja 1961 marszałek wojsk łączności ZSRR. Od 1970 wojskowy inspektor-doradca Grupy Generalnych Inspektorów Ministerstwa Obrony ZSRR. Pochowany na cmentarzu Nowodziewiczym.

## Awanse
- gen. mjr wojsk łączności 11 lutego 1942;
- gen. por. wojsk łączności 25 września 1943;
- gen. płk wojsk łączności 29 maja 1945;
- marszałek wojsk łączności 06 maja 1961.

## Odznaczenia
- Order Lenina (dwukrotnie – 21 lutego 1945 i 22 maja 1965)
- Order Czerwonego Sztandaru (sześciokrotnie – 1919, 1938, 1939, 1943, 1949 i 1968)
- Order Kutuzowa I klasy (dwukrotnie – 28 kwietnia 1945 i 8 września 1945)
- Order Bohdana Chmielnickiego (13 września 1944)
- Order Suworowa II klasy (19 marca 1944)
- Order Kutuzowa II klasy (dwukrotnie)
- Order Czerwonej Gwiazdy (21 lutego 1969)
- Medal jubileuszowy „XX lat Robotniczo-Chłopskiej Armii Czerwonej”

- Order Czerwonego Sztandaru (Mongolia)
- Krzyż Złoty Orderu Virtuti Militari
- Gwiazda Marszałkowska

i medale ZSRR